# مجلس الوزراء الماليزي

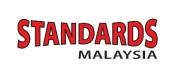
شعار وزارة المعايير الماليزية

مجلس الوزراء هو المجلس الأعلى للحكم بدولة ماليزيا.

## الوزراء
هذه القائمة تدل على أعضاء مجلس الوزراء منذ 2 يوليو 2018.
| المنصب                                                         | الوزير                              | الحزب   | منذ           |
| -------------------------------------------------------------- | ----------------------------------- | ------- | ------------- |
| رئيس الوزراء                                                   | الدكتور مهاتير بن محمد              | PPBM    | 10 مايو 2018  |
| نائبة رئيس الوزراء / وزيرة تنمية النساء والأسر والاجتماعات     | الدكتورة وان عزيزة بنت وان إسماعيل  | PKR     | 21 مايو 2018  |
| وزير الداخلية                                                  | السيد محي الدين بن محمد ياسين       | PPBM    | 21 مايو 2018  |
| وزير المالية                                                   | السيد ليم كوان اينغ                 | DAP     | 21 مايو 2018  |
| وزير الدفاع                                                    | السيد محمد سابو                     | AMANAH  | 21 مايو 2018  |
| وزير الشؤون الاقتصادية                                         | السيد محمد عزمين بن علي             | PKR     | 21 مايو 2018  |
| وزير التربية والتعليم                                          | الدكتور مزلي بن مالك                | PPBM    | 21 مايو 2018  |
| وزيرة التنمية الريفية                                          | السيدة رينا بنت محمد هارون          | PPBM    | 21 مايو 2018  |
| وزيرة الاسكان والحكومات المحلية                                | السيدة زوريدا بنت قمر الدين         | PKR     | 21 مايو 2018  |
| وزير النقل                                                     | السيد انتوني لوك سيو فوك            | DAP     | 21 مايو 2018  |
| وزير الاتصالات والوسائط المتعددة                               | السيد كوبيند سينع ديو               | DAP     | 21 مايو 2018  |
| وزير الموارد البشرية                                           | السيد كولاسكارن موروكيسون           | DAP     | 21 مايو 2018  |
| وزير الزراعة والصناعات الزراعية                                | السيد صلاح الدين بن أيوب            | AMANAH  | 21 مايو 2018  |
| وزير الصحة                                                     | الدكتور ذوالكفل بن أحمد             | AMANAH  | 21 مايو 2018  |
| وزير الشباب والرياضة                                           | السيد سيد صديق بن سيد عبد الرحمن    | PPBM    | 2 يوليو 2018  |
| وزير تمنية ريادة الأعمال                                       | السيد محمد رضوان بن محمد يوسف       | PPBM    | 2 يوليو 2018  |
| وزير المياه والأراضي والموارد الطبيعية                         | الدكتور سافيار جاياكومر أرولانندم   | PKR     | 2 يوليو 2018  |
| وزير التجارة الداخلية وشؤون المستهلكين                         | السيد سيف الدين ناسوتيون بن إسماعيل | PKR     | 2 يوليو 2018  |
| وزير الأشغال العامة                                            | السيد بارو بيان                     | PKR     | 2 يوليو 2018  |
| وزير الخارجية                                                  | السيد سيف الدين بن عبد الله         | PKR     | 2 يوليو 2018  |
| وزيرة الصناعات الأساسية                                        | السيدة تيريسا كوك سوه سيم           | DAP     | 2 يوليو 2018  |
| وزيرة الطاقة والتكنولوجيا والعلوم والبيئة وتغير المناخ         | السيدة يو بي يين                    | DAP     | 2 يوليو 2018  |
| وزير برئاسة مجلس الوزراء (الشؤون الإسلامية)                    | الدكتور مجاهد بن يوسف راوا          | AMANAH  | 2 يوليو 2018  |
| وزير الولايات الفدرالية                                        | السيد خالد بن عبد الصمد             | AMANAH  | 2 يوليو 2018  |
| وزير برئاسة مجلس الوزراء (القانون)                             | السيد ليو فوي كيونع                 | WARISAN | 2 يوليو 2018  |
| وزير التجارة الدولية والصناعة                                  | السيد اغناتيوس دوريل ليكينع         | WARISAN | 2 يوليو 2018  |
| وزير السياحة والفن والثقافة                                    | السيد محمد دين بن كتافي             | WARISAN | 2 يوليو 2018  |
| وزير برئاسة مجلس الوزراء (الوحدة الوطنية والرفاهية الاجتماعية) | السيد ويتا مورتي بونوسامي           | MAP     | 17 يوليو 2018 |

## نواب الوزراء
هذه القائمة تدل على نواب الوزراء منذ 2 يوليو 2018.
| المنصب                                                              | الوزير                                | الحزب   | منذ           |
| ------------------------------------------------------------------- | ------------------------------------- | ------- | ------------- |
| نائب وزير تنمية النساء والأسر والاجتماعات                           | السيدة هناء يو سيو سوان               | DAP     | 2 يوليو 2018  |
| نائب وزير الداخلية                                                  | السيد محمد عزيز بن زمان               | WARISAN | 2 يوليو 2018  |
| نائب وزير المالية                                                   | السيد أمير الدين بن همزة              | PPBM    | 2 يوليو 2018  |
| نائب وزير التربية والتعليم                                          | السيدة تيو ني جينع                    | DAP     | 2 يوليو 2018  |
| نائب وزير التنمية الريفية                                           | السيد سيواراسا راسية                  | DAP     | 2 يوليو 2018  |
| نائب وزير النقل                                                     | السيد قمر الدين بن جعفر               | AMANAH  | 2 يوليو 2018  |
| نائب وزير الاتصالات والوسائط المتعددة                               | السيد الدين شزلي بن شيث               | PPBM    | 2 يوليو 2018  |
| نائب وزير الموارد البشرية                                           | السيد محفوظ بن عمر                    | AMANAH  | 2 يوليو 2018  |
| نائب وزير الزراعة والصناعات الزراعية                                | السيد سيم زي زين                      | PKR     | 2 يوليو 2018  |
| نائب وزير الصحة                                                     | الدكتور لي بون شاي                    | PKR     | 2 يوليو 2018  |
| نائب وزير الشباب والرياضة                                           | السيد ستيفين سيم شي كيونع             | DAP     | 2 يوليو 2018  |
| نائب وزير تمنية ريادة الأعمال                                       | الدكتور محمد حتى بن محمد رملي         | AMANAH  | 2 يوليو 2018  |
| نائب وزير المياه والأراضي والموارد الطبيعية                         | السيد تنكو ذو الفور شاه بن راج بوجي   | DAP     | 2 يوليو 2018  |
| نائب وزير التجارة الداخلية وشؤون المستهلكين                         | السيد شونع شينع جين                   | DAP     | 2 يوليو 2018  |
| نائب وزير الأشغال العامة                                            | السيد محمد أنور بن محمد طاهر          | AMANAH  | 2 يوليو 2018  |
| نائب وزيرة الصناعات الأساسية                                        | السيد شمس الاسكندر بن محمد أكين       | PKR     | 2 يوليو 2018  |
| نائب وزيرة الطاقة والتكنولوجيا والعلوم والبيئة وتغير المناخ         | السيدة اثنا رئيسة منيرة بنت مجلس      | WARISAN | 2 يوليو 2018  |
| نائب وزير برئاسة مجلس الوزراء (الشؤون الإسلامية)                    | السيدة فوزية بنت صالح                 | PKR     | 2 يوليو 2018  |
| نائب وزير الولايات الفدرالية                                        | الدكتور شهر الدين بن محمد صالح        | PPBM    | 2 يوليو 2018  |
| نائب وزير برئاسة مجلس الوزراء (القانون)                             | السيد محمد حنيفة بن ميدين             | AMANAH  | 2 يوليو 2018  |
| نائب وزير التجارة الدولية والصناعة                                  | الدكتور اونع كيان مينع                | DAP     | 2 يوليو 2018  |
| نائب وزير السياحة والفن والثقافة                                    | السيد محمد بختيار بن وان شيخ          | PKR     | 2 يوليو 2018  |
| نائب وزير برئاسة مجلس الوزراء (الوحدة الوطنية والرفاهية الاجتماعية) | الدكتور محمد فريق بن محمد رفيق        | PPBM    | 2 يوليو 2018  |
| نائب وزير الخارجية                                                  | السيد مرزوقي بن شعاري                 | PPBM    | 17 يوليو 2018 |
| نائب وزير الشؤون الاقتصادية                                         | الدكتور محمد راضي بن محمد جيدين       | PPBM    | 17 يوليو 2018 |
| نائب وزير الدفاع                                                    | السيد ليو جين تونع                    | DAP     | 17 يوليو 2018 |
| نائب وزير الاسكان والحكومات المحلية                                 | السيد راج قمر البحرين شاه بن راج أحمد | AMANAH  | 17 يوليو 2018 |